# خدای پدر

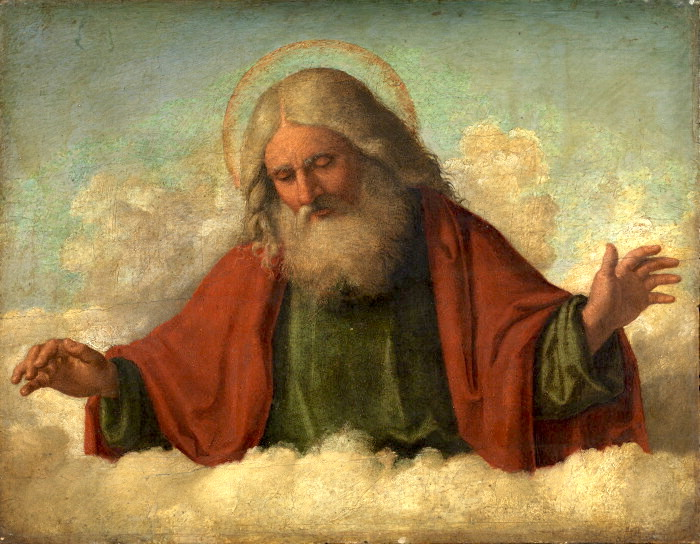
خدای پدر نقاشی از چیما دا کونلیانو، ۱۵۱۵

خدای پدر عنوانِ داده شده به خدا در مسیحیت تثلیثی، شامل کاتولیک رومی، ارتدوکس شرقی، ارتدکس مشرقی، انگلیکان و اکثریت فرقه‌های پروتستانتیسم است؛ خدای پدر رکن اول تثلیث و بعد از او خدای پسر (عیسی) و روح‌القدس قرار دارند. بر اساس تعالیم مسیحیت عنوان «پدر آسمانی» برای خدا به هیچ وجه نشان‌گر قائل بودن جنسیت مذکّر برای خدا نیست.

## مفهوم «پدر» در مسیحیت
در اعتقادنامهٔ کاتولیک ذکر شده که عنوان «پدر آسمانی» برای خدا به هیچ وجه نشان‌گر قائل بودن جنسیت مذکّر برای خدا نیست. این موضوع در تعالیم شاخه‌های مسیحیت ارتودوکس و پروتستان نیز ذکر شده است. بر اساس تعالیم دین مسیحیت، عنوان «پدر» یا «پدر آسمانی» صرفاً عنوانی است که خداوند بنا بر حکمت خود برگزیده است. همچنین عنوان پسر برای رُکن دوم تثلیث، صرفاً به دلیل جسم انسانیِ عیسی‌مسیح است و نه اینکه ذات الهی عیسی‌مسیح یا همان «کلمه» یا «کلمهٔ خدا» مذکر باشد. عنوان «پدر» یا «پدر آسمانی» برای خدا را، باید به عنوان آفریننده و منشأ جهان هستی و همچنین حامی مؤمنان، که در کتاب مقدس «فرزندان خدا» لقب دارند، فهمید.
در انجیل یوحنا، عیسی مسیح همچنین مذهبی‌نماهای ریاکار و دروغگو را فرزند پدر خود یعنی شیطان، می‌خواند.

## در دیگر ادیان
در دین یهود، عنوان «پدر» به‌طور کلی یک استعاره برای خداوند و به‌عنوانِ پدری توصیف می‌شود که خالق، زندگی‌بخش، قانونگذار و محافظ است. با این حال، در یهودیت استفاده از عنوان پدر برای خدا به‌طور کلی استعاره و یکی از بسیاری از عناوینی است که یهودیان به خدا نسبت می‌دهند.
برخلاف یهودیت، اصطلاح «پدر» به‌طور رسمی توسط مسلمانان به خدا گفته نمی‌شود و مفهوم تثلیث در اسلام مردود است. تعالیم سنتی اسلامی به‌طور رسمی استفاده از واژه «پدر» را در اشاره به خداوند نه منع و نه تبلیغ و تشویق می‌کند. در روایاتی از پیامبر اسلام است که خداوند نسبت به بندگانش را به رحمت مادر نسبت به فرزندش تشبیه کرده است. الهیات اسلامی قویا یگانگی مطلق خداوند را تکرار و او را کاملاً از سایر موجودات (اعم از انسان، فرشته یا هر شخصیت مقدس دیگری) جدا می‌کند. در سوره توحید آیات ابتدایی آمده است که: «بگو: او خدای یگانه است. خدای بی‌نیاز. نه زاده و زاده نشده است. و هیچ‌کس او را همتا نیست.»
در هندوئیسم، کریشنا در بهگود گیتا، فصل ۹، آیه ۱۷، اظهار داشته: «من پدر این جهان، مادر، بخشنده و پدربزرگ هستم». همچنین برهمن بدون جنسیت نیز خالق و حیات‌بخش در نظر گرفته می‌شود، و الهه شاکتی به عنوان مادر الهی و حامل زندگی در نظر گرفته می‌شود.